# Oaktown
Oaktown – miasto w Stanach Zjednoczonych, w stanie Indiana, w hrabstwie Knox.